# Leslie Hore-Belisha, 1. Baron Hore-Belisha

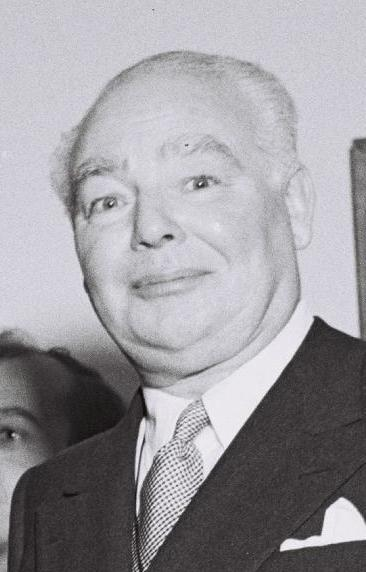
Leslie Hore-Belisha im Jahr 1951

Isaac Leslie Hore-Belisha, 1. Baron Hore-Belisha, PC (* 7. September 1893 in Plymouth, England; † 16. Februar 1957 in Reims, Frankreich) war ein britischer Politiker (Nationale Liberale Partei), u. a. Verkehrsminister und Kriegsminister.

## Leben und Wirken

### Jugend und Ausbildung (1893–1922)
Hore-Belisha wurde 1893 als Isaac Leslie Belisha im Plymouther Stadtteil Devonport als Sohn des aus Marokko stammenden Versicherungsgeschäftsmannes Jacob Isaac Belisha und seiner Ehefrau Elizabeth Miriam Miers geboren. Belishas Abstammung – der Vater entstammte einer Familie sephardischer Juden – war Zeit von Belishas Leben immer wieder Anlass heftiger antisemitischer Anfeindungen im Umfeld, aber auch bei Gegnern des Königreichs: So nannte etwa Adolf Hitler „den jüdischen Kriegsminister Hore-Belisha“ in seinen Monologen im Führerhauptquartier neben Winston Churchill, Anthony Eden und Lord Vansittart den Hauptverantwortlichen für die britische Kriegserklärung an Deutschland.
Nach dem Tod seines Vaters 1894 wurde Belisha alleine von seiner Mutter aufgezogen. Nachdem seine Mutter sich 1912 mit Sir Adair Hore neu verheiratete, adoptierte dieser Belisha der daraufhin dessen Nachnamen in seinen eigenen aufnahm und diesen zu Hore-Belisha ergänzte.
Seine Ausbildung absolvierte Hore-Belisha zunächst am Clifton College und später an den Universitäten von Paris und Heidelberg sowie am St John’s College der Universität Oxford. In Heidelberg wurde er 1912 Mitglied der Burschenschaft Frankonia. Am Ersten Weltkrieg nahm Hore-Belisha als Major teil, wobei er vorwiegend in den britischen Überseebesitzungen zum Einsatz kam. Nach dem Krieg begann er als Barrister, als Anwalt mit eingeschränktem Tätigkeitsfeld zu arbeiten.

### Politische Karriere (1922–1942)
Nachdem Hore-Belishas erster Kandidatur als liberaler Abgeordneter für das britische Parlament im Wahlkreis Plymouth Devonport bei der britischen Unterhauswahl 1922 noch erfolglos gewesen war, gelang es ihm bei der Wahl von 1923 als Kandidat für denselben Wahlkreis ins Unterhaus einzuziehen. Dort tat er sich zunächst durch sein extravagantes Auftreten und seine brillanten Reden hervor. Gemeinsam mit Sir John Simon avancierte Hore-Belisha allmählich zum Führer des rechten Flügels seiner Partei, deren Unterstützung der Labour-Minderheitsregierungen unter Ramsay MacDonald er entschieden ablehnte.
Nach der Unterhauswahl von 1931 zog er als Mitglied der Allparteien-Regierung unter MacDonald und Stanley Baldwin als Unterstaatssekretär ins Board of Trade ein. Nach dem Rückzug seiner Partei aus der Regierung infolge des regierungsinternen Konfliktes über die Freihandelsfrage 1932 verblieb er in dieser und wurde zum Finanzsekretär im Schatzamt befördert.
1934 zog Hore-Belisha als Verkehrsminister ins Kabinett ein und war in dieser Eigenschaft in führender Funktion mitverantwortlich für die in den 1930er Jahren einsetzende Massenmotorisierung der britischen Bevölkerung: Er passte nicht nur den Highwaycode, die britische Straßenverkehrsordnung, den gewandelten Gegebenheiten an, sondern führte auch erstmals in Großbritannien Fahrprüfungen für neue Autofahrer und das nach ihm benannte Leuchtsignal zur Verkehrsregulierung, den Belisha Beacon, ein.
1937 wurde Hore-Belisha vom neuen Premierminister Neville Chamberlain als Nachfolger von Alfred Duff Cooper zum Kriegsminister ernannt (Sec. of state for war). Diese Entscheidung rief vor allem in konservativen Kreisen heftige Kritik hervor: Zum einen da man meinte, ein derart bedeutsamer Posten sollte nicht von einem Mitglied der Partei des schwächeren Koalitionspartners gestellt werden, zum anderen aufgrund von Belishas jüdischer Abstammung und zuletzt aufgrund von Bezichtigungen, die ihn einen „Kriegstreiber“ und „Bolschewiken“ hießen. Ein wiederkehrender Vorwurf in der britischen Öffentlichkeit war dabei die Verdächtigung, Hore-Belisha erstrebe einen Krieg, obwohl dieser dem britischen Volk schaden würde, um die Interessen der Juden des europäischen Kontinentes zu wahren.
Obwohl Hore-Belisha sich um eine Verbesserung der Lebensbedingungen der britischen Soldaten (bessere Bezahlung, Unterbringung und Aufstiegsmöglichkeiten, zumal der aus der Arbeiterklasse stammenden Rekruten) verdient machte und den britischen Streitkräften eine bessere Armierung und Ausrüstung zukommen ließ als diese vor seinem Amtsantritt gehabt hatten, brachte ihm seine jüdische Abstammung auch in der Truppe zahlreiche Anfeindungen ein: So lautete eine Liedzeile in einem beliebten britischen Soldatensong der ersten Kriegsmonate etwa „Die for Jewish freedom / As a Briton always dies“.
Im Januar 1940, knapp viereinhalb Monate nach Beginn des Zweiten Weltkrieges, wurde Hore-Belisha als Kriegsminister von Chamberlain entlassen. Den ihm ersatzweise angebotenen Posten des Handelsministers lehnte er ab, ebenso wie das Angebot von Chamberlain, ihn zum Informationsminister zu machen, aus Angst, der NS-Propaganda „durch die Ernennung eines Juden Munition zu liefern“.
1942 verließ Hore-Belisha die Liberal Nationals und saß fortan als unabhängiger Abgeordneter im Parlament. 1944 heiratete er Cynthia Elliot (1916–1991). Unter der konservativen Übergangsregierung, die von Mai bis August 1945 die Staatsgeschäfte interimistisch besorgte, fungierte Hore-Belisha als Minister of National Insurance, allerdings nicht im Rang eines Kabinettmitglieds.
Bei der Unterhauswahl von 1945 unterlag Hore-Belisha gegen den Labour-Gegenkandidaten Michael Foot und schied aus dem Parlament aus, kehrte aber – nachdem er 1947 in die Konservative Partei gewechselt hatte – nach der Wahl 1950 in dieses zurück, bevor er 1954 von Königin Elisabeth II. in den Adelsstand erhoben wurde und ins Oberhaus einzog.
Hore-Belisha starb im Februar 1957 in Reims, während er in seiner Funktion als Leiter einer Delegation des britischen Parlaments Frankreich einen Besuch abstattete: er kollabierte während einer Ansprache im Rathaus und starb wenige Minuten später an einer Hirnblutung.